# اینگن
اینگن (به هلندی: Ingen) یک منطقهٔ مسکونی در هلند است که در بورن (هلند) واقع شده‌است. اینگن ۹۹۰ نفر جمعیت دارد.